# Strutynka (consejo de la aldea Ananiv)
Strutynka  (ucraniano: Струтинка) es una localidad del Raión de Podilsk en el Óblast de Odesa de Ucrania. Según el censo de 2001, tiene una población de 173 habitantes.